# Parque Natural Montes de Málaga

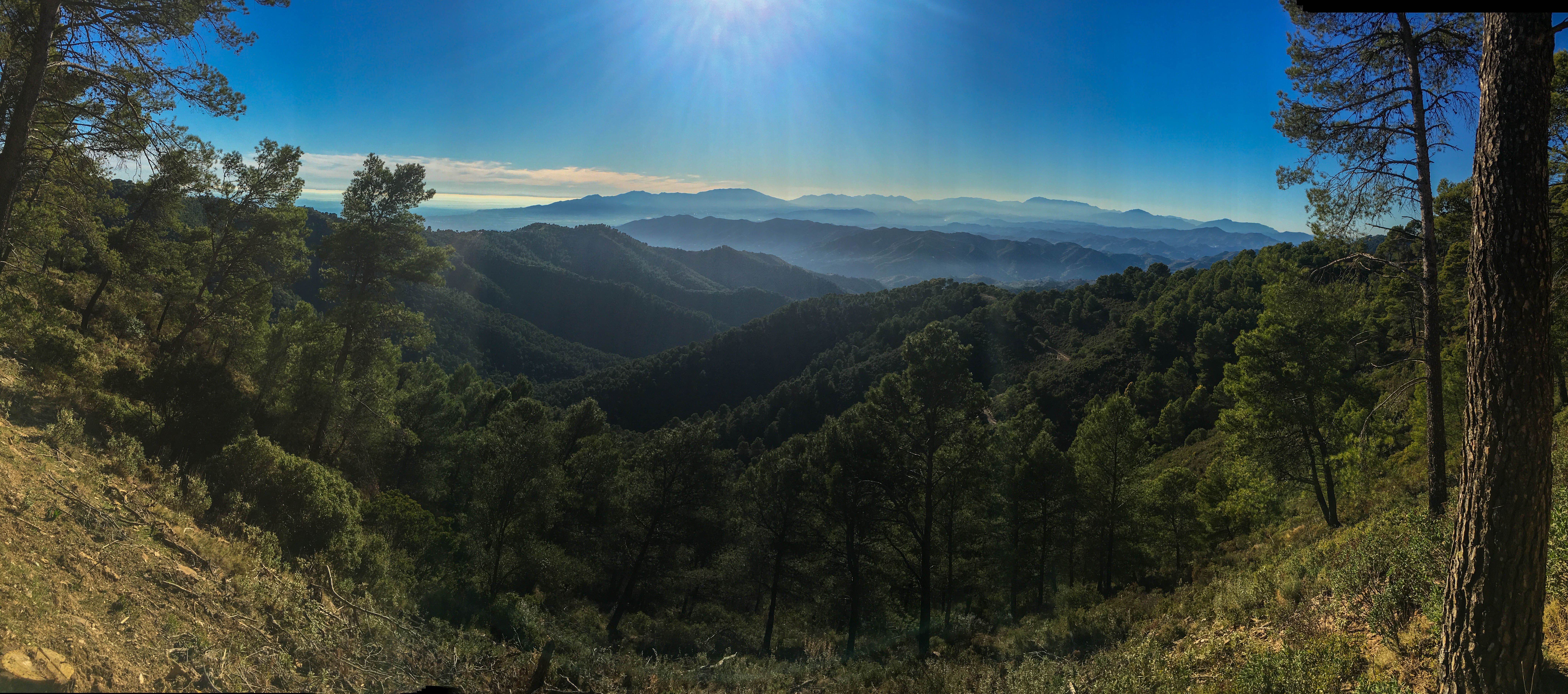
Park krajobrazowy gór Malagi

Parque Natural Montes de Málaga (hiszp. Park krajobrazowy gór Malagi), utworzony 18 lipca 1989, leży kilkanaście kilometrów na północ od centrum Malagi. Obejmuje 4996 ha terenu górskiego o wysokości od około 100 do 1100 m n.p.m.
Tereny te od XV wieku były wykorzystywane pod działalność rolniczą, głównie uprawę winorośli, oliwek i migdałów, co spowodowało ich degradację i częste wylewy rzeki Guadalmedina, niszczące miasto Malaga, położone u jej ujścia. W XIX wieku winnice zniszczyła epidemia filoksery. Tereny zalesiono w pierwszej połowie XX wieku.
Obecnie na terenie parku produkcja wina prowadzona jest na niewielką skalę, przede wszystkim w celach edukacyjnych.

## Flora
Ze względu na bliskość morza klimat jest łagodny. Roślinność obecna podobna jest do roślinności, która występowała w tym miejscu przed rozpoczęciem intensywnego rolnictwa.
Na terenie parku występuje dąb portugalski (Quercus faginea), dąb korkowy (Quercus suber), dąb ostrolistny (Quercus ilex). Dominującym drzewem jest sosna alepska (Pinus halepensis Mill.)

## Fauna
Również zwierzęta występujące w parku są typowe dla tej okolicy. W czasie ostatnich badań na terenie parku zidentyfikowano: 27 gatunków ssaków, 95 ptaków, 19 gadów i 8 gatunków płazów.
Na terenie parku można spotkać kameleona, występują też: dziki, łasice, tchórze, rysie i kuny. Z ptaków zaś orzełka włochatego, jastrzębie, gadożery oraz puchacze

## Turystyka
Teren parku jest pokryty dość gęstą siecią utwardzonych dróg gruntowych, jednak większość z nich jest niedostępna dla samochodów osób zwiedzających (istnieje niewielki ruch samochodów lokalnych). Po drogach i ścieżkach wytyczono około 50 km tras pieszych i około 250 km tras rowerowych o różnym stopniu trudności.
Blisko centrum parku, od strony wschodniej znajdują się 2 obszary piknikowe oraz centrum edukacyjne i muzeum.